# Mladoňovice (kraj pardubicki)
Mladoňovice – gmina w Czechach, w powiecie Chrudim, w kraju pardubickim. Według danych z dnia 1 stycznia 2014 liczyła 315 mieszkańców.